# Gale
Pour les articles homonymes, voir Gale (homonymie).
Pour les articles ayant des titres homophones, voir Gal, GAL, Gall, Galle et Galles.
 Mise en garde médicale
La gale ou scabiose (respectivement de galla « galle » et  de scabies « gale ») est une maladie infectieuse de la peau causée par un parasite de type acarien microscopique, le sarcopte (Sarcoptes scabiei). Selon le sous-type de ce parasite, on distingue la gale humaine, de gales spécifiques à d'autres mammifères. Il s'agit d'une affection contagieuse bénigne (sans gravité). Le principal symptôme chez l'humain est la démangeaison. Le profil lésionnel est celui d'une dermatite périvasculaire. Le diagnostic peut selon les cas être établi à l'examen clinique ou nécessiter un prélèvement. Le traitement fait appel à des médicaments utilisés par voie orale ou cutanée. Souvent sont associés le traitement de l'entourage et la décontamination de l'environnement. En 2024, la gale a progressé en France et en Europe, affectant principalement des enfants, étudiants et certains environnements de soins.

## Épidémiologie
La gale est une maladie ubiquitaire ; l'incidence (nombre de nouveaux cas) dans le monde serait de 300 millions par an. Dans les pays tropicaux et les pays en développement, elle peut être endémique, tandis que dans les pays développés, elle survient par épidémies en collectivité. L'incidence est plus élevée dans le jeune âge, et il ne semble pas exister de différence entre les sexes. La maladie semble être plus fréquente durant l'automne et l'hiver. Entre 2008 et 2010, sept études montrent que les signalements de la gale en collectivités augmentent (ainsi que les ventes de scabicides en France : +11 % et +24 % pour les ventes de benzyle benzoate et d'ivermectine, respectivement  entre 2005 et 2009 selon Santé publique France), soulignant des retards de diagnostic et de traitement, souvent liés à des difficultés financières ou de compréhension des prescriptions.
En France en 2025, hormis très localement et en lien avec de mauvaises conditions de vie, son incidence reste inconnue (elle était estimée en 2012 supérieure à 300/105 (soit 0,3 %) mais le nombre de cas semble croître depuis 2005,.

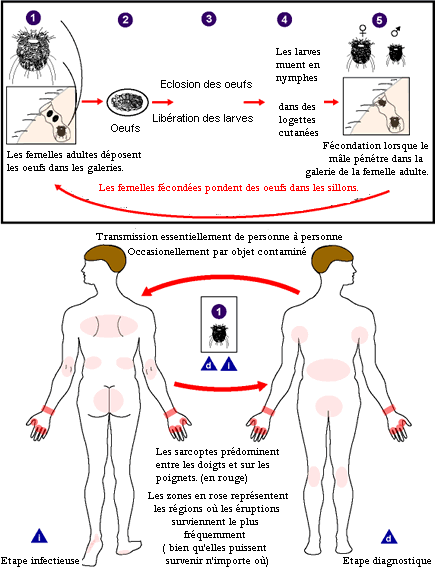
Cycle parasitaire du sarcopte humain et localisation préférentielle.

## Agent causal
Le parasite responsable de la maladie, le sarcopte (Sarcoptes scabiei), est une espèce appartenant au taxon des acariens mesurant 200  à   350 μm de longueur. Il en existe plusieurs sous-espèces ou variétés (var.), spécifiques de plusieurs animaux, par exemple : hominis pour l'Homme, canis pour le chien, ovis pour le mouton, equi pour le cheval, cati pour le chat, cameli pour le chameau...
Sarcoptes scabiei var. hominis est un parasite obligatoire de l'espèce humaine. Il ne vit pas plus que quelques jours dans l'environnement et ne survit pas au-delà de 50 °C. Sa survie est meilleure dans un environnement humide.
Le sarcopte s'accouple sur son hôte. Après la fécondation, le mâle meurt et la femelle creuse une galerie, appelée « sillon », dans la couche cornée de l'épiderme avec un rythme de progression de l'ordre d'un à deux millimètres par jour. Elle se nourrit du tissu épidermique, pond trois à cinq œufs par jour et meurt au bout d'un à deux mois. Un œuf éclot en trois ou quatre jours pour donner une larve qui sort du sillon. Celle-ci devient après plusieurs mues une nymphe puis un sarcopte adulte, le tout au bout de quinze jours environ.
Après un nouvel accouplement, la femelle fécondée démarre un nouveau cycle parasitaire sur le même hôte ou un autre. Le cycle parasitaire dure environ vingt jours au total. Dans le cas d'une gale commune, on retrouve en général cinq à quinze sarcoptes femelles au total sur un hôte ; dans le cas d'une gale profuse, ce chiffre peut augmenter considérablement jusqu'à des millions.
La transmission est essentiellement du fait des femelles fécondées, rarement des formes larvaires. La gale humaine se transmet surtout de manière directe, par contact entre hôtes. Elle peut aussi être transmise de manière indirecte, par l'intermédiaire de l'environnement (linge comme vêtements et surtout gants infestés, canapé infesté, literie, mobilier). Les facteurs favorisant la transmission sont le contact rapproché, la vie en collectivité et la précarité sociale. Se transmettant par contact cutané, la gale peut être considérée comme une infection sexuellement transmissible.
La variété humaine du sarcopte ne peut pas se développer sur les animaux de compagnie, mais ces derniers peuvent être considérés comme vecteurs potentiels. Les autres sous-espèces animales du sarcopte peuvent amorcer leur développement sur l'Homme mais ne peuvent pas s'y maintenir.

## Clinique

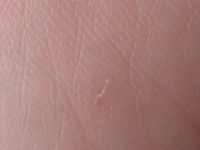
Sillon scabieux

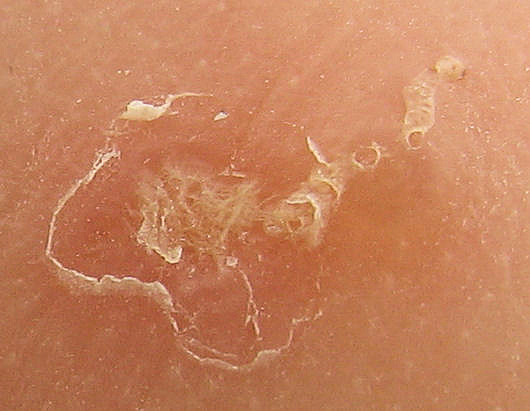
Sillon scabieux avec excoriation (fort grossissement)

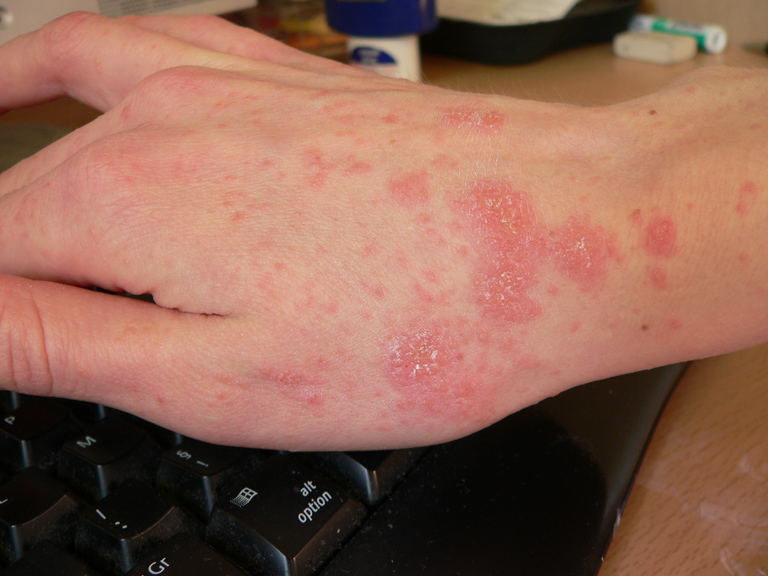
Papules excoriées

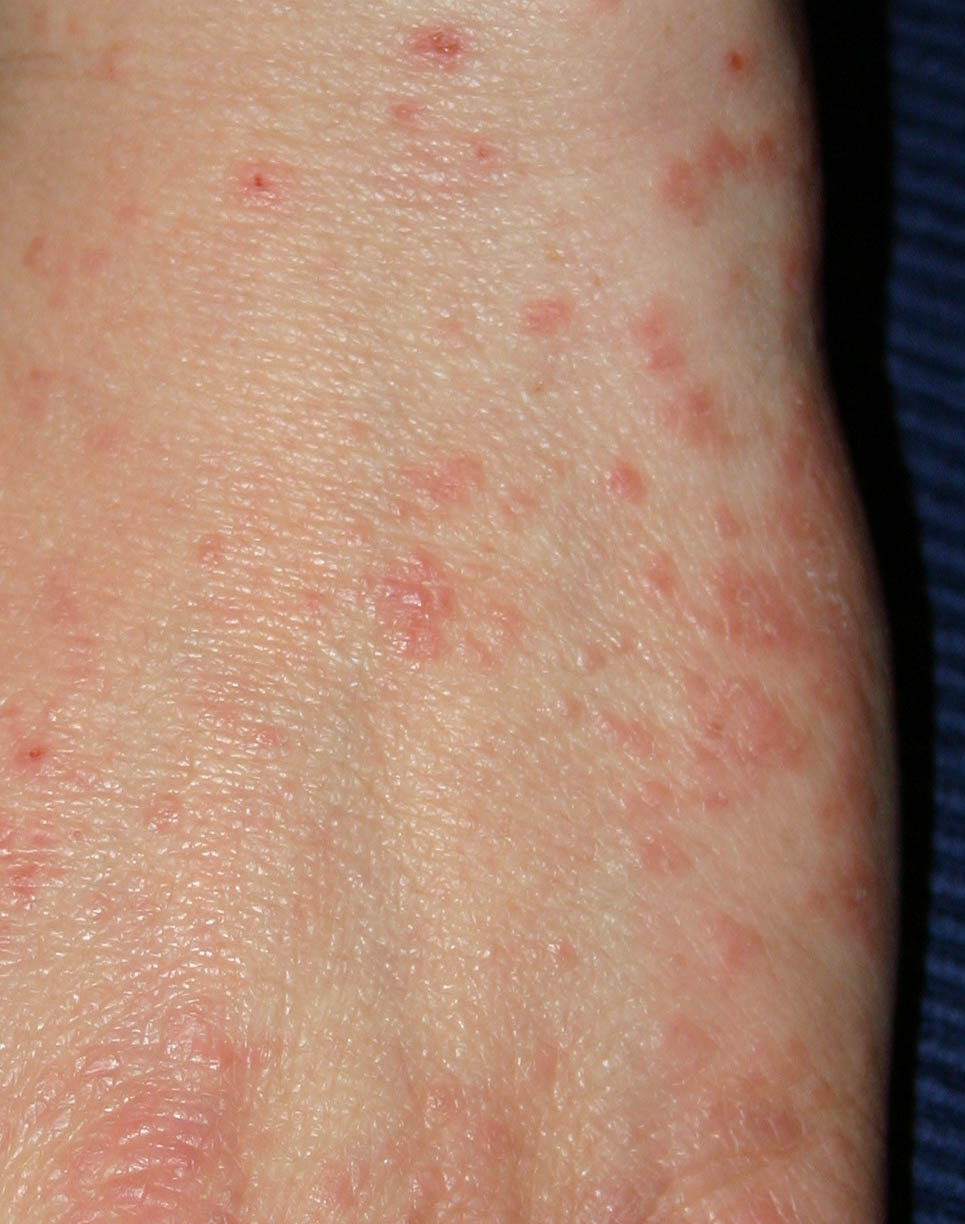
Papules

La période d'incubation est en moyenne d'un mois, et peut aller de deux à six semaines. Cette période est plus courte en cas de ré-infestation, de l'ordre de un à quatre jours, du fait de la sensibilisation préalable. Le patient est déjà relativement contagieux durant la période d'incubation.

### Forme commune
La gale commune se manifeste essentiellement par un prurit (démangeaisons), d'installation progressive et d'intensité variable, quasi constant, à recrudescence vespérale et nocturne, épargnant le visage. Il est en rapport avec une réaction immunologique déclenchée par les déjections (salive et matières fécales) et les œufs du sarcopte.
Plusieurs signes physiques sont pathognomoniques (spécifiques) de la gale, mais inconstamment retrouvés :
- les « sillons scabieux » : lésions rouges, sinueuses, filiformes, mesurant quelques millimètres de long[1] parfois terminées par une « éminence acarienne » une discrète surélévation[8], correspondant respectivement au trajet effectué par l'acarien et à sa position momentanée[8], et siégeant essentiellement sur les mains et les poignets[1] ;
- les « vésicules perlées » : élevures translucides reposant sur une base érythémateuse, siégeant surtout sur les mains et les poignets[1] ;
- les « nodules scabieux » : papulo-nodules de couleur rouge ou brun cuivré, infiltrés à la palpation[1].

Plusieurs signes non spécifiques se rajoutent en général : urticaire, lésions de grattage, eczématisation, excoriations, prurigo voire impétiginisation. Ces lésions ont une topographie évocatrice : espaces interdigitaux des mains, face antérieure des poignets, coudes, racines des bras, ombilic, fesses, faces internes des cuisses, organes génitaux externes chez l'homme, mamelons et aréoles chez la femme. Le dos, le cou et le visage sont le plus souvent épargnés.
Quelques techniques particulières d'examen peuvent être utilisées :
- un test à l'encre permet d'aider à identifier les sillons : de l'encre puis de l'alcool sont successivement appliqués sur une zone de peau suspecte, et seuls les sillons restent colorés ; cette technique peut guider un prélèvement cutané[6] ;
- la dermatoscopie permet d'affirmer rapidement le diagnostic : un système grossissant est appliqué sur la peau et permet de visualiser l'extrémité antérieure du parasite (« signe du deltaplane »)[2].

### Formes atypiques

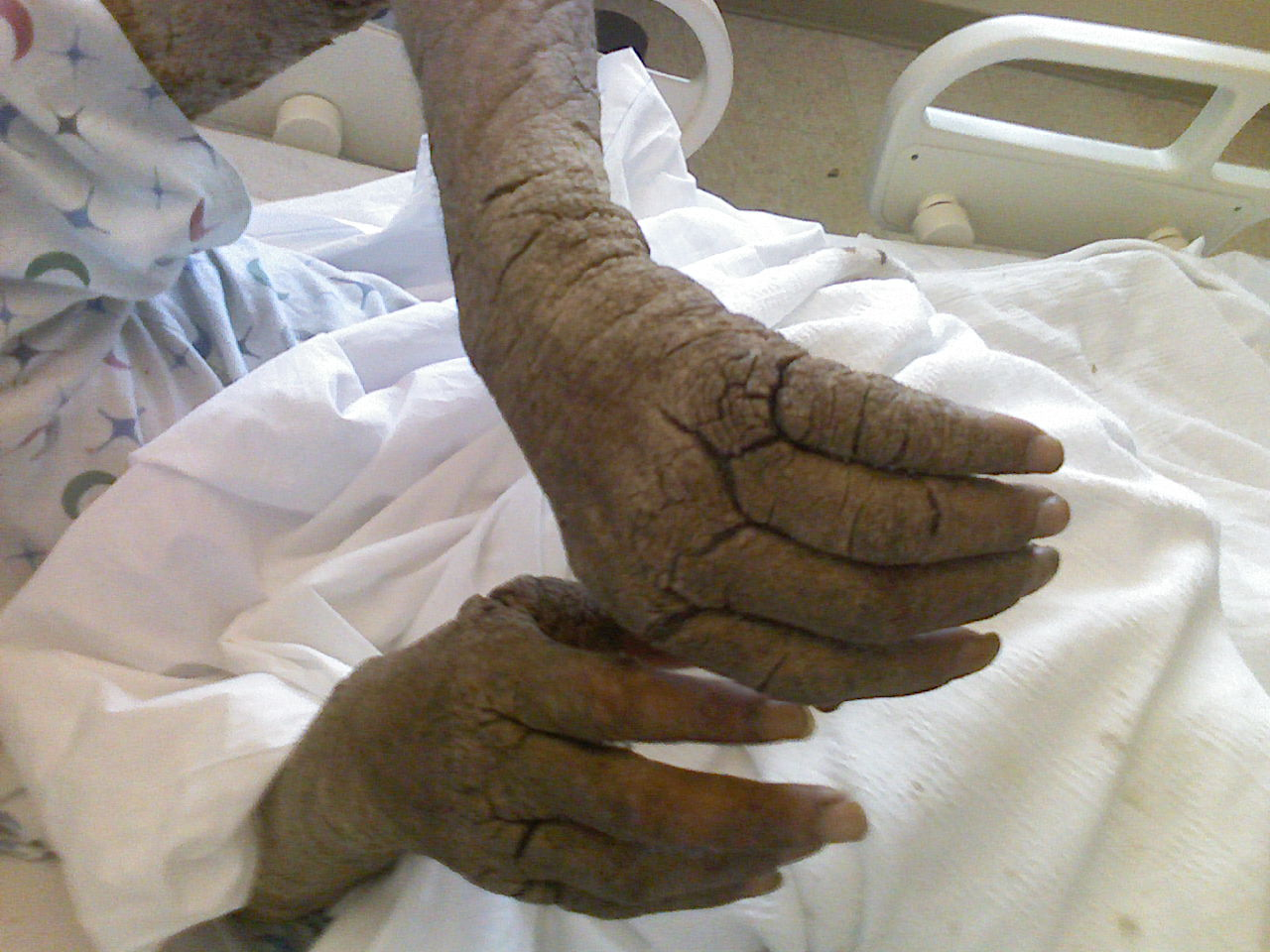
Gale hyperkératosique, forme très évoluée.

D'autres formes de gale peuvent se rencontrer :
- la gale du nourrisson peut avoir une présentation trompeuse, avec irritabilité, agitation et anorexie, où le prurit et les lésions spécifiques peuvent manquer et les lésions peuvent atteindre le visage[1] ; plusieurs signes sont toutefois évocateurs : les vésicules ou pustules des paumes et des plantes, et les lésions papulo-pustuleuses ou nodulaires des aisselles[1] ;
- la gale pauci-symptomatique, ou invisible, ou « des gens propres », est caractérisée par un prurit sans lésion cutanée, elle est observée en cas d'hygiène méticuleuse[1] ;
- la gale profuse, ou disséminée, est caractérisée par de nombreuses lésions diffuses, y compris sur le dos ; elle peut être en rapport avec une maladie d'évolution tardive ou traitée par dermocorticoïde[1] ;
- la gale hyperkératosique, ou « norvégienne », décrite pour la première fois en Norvège en 1848, se caractérise par un prurit discret ou absent et une hyperkératose avec possiblement une érythrodermie, touchant l'ensemble de la surface corporelle ; elle se développe plus volontiers chez les personnes âgées et les personnes immunodéprimées[1],[10].

L'infestation par un sarcopte non spécifique de l'espèce humaine est responsable d'une pseudo-gale, caractérisée par un prurit localisé sans lésion spécifique,.

## Examens complémentaires
Dans les examens de biologie sanguine, il est possible de retrouver une éosinophilie, surtout dans les formes profuses.
Il est possible d'effectuer un examen parasitologique direct au microscope d'un prélèvement réalisé au niveau d'un sillon scabieux ou des desquamations. Le prélèvement, effectué de préférence par un biologiste au laboratoire, se fait par grattage à l'aide d'un vaccinostyle. Celui-ci est alors déposé sur une lame en y ajoutant une goutte d'huile à immersion afin de l'observer au microscope à faible grossissement. Cette technique permet l'identification du parasite adulte, d'une forme larvaire, des œufs voire des excréments. Une telle mise en évidence est difficile en dehors des formes profuses ou hyperkératosiques.
D'autres techniques de prélèvement, moins rentables, existent pour mettre en évidence le sarcopte au microscope, telles que le scotch-test ou la biopsie cutanée ; la recherche de son ADN par PCR est également possible. La biopsie cutanée montre le plus souvent une réaction d'hypersensibilité retardée non spécifique avec infiltrat de cellules mononuclées (macrophages, lymphocytes) et de polynucléaires éosinophiles avec spongiose (œdème intercellulaire).

## Diagnostic
Le diagnostic est en principe clinique dans la forme commune : prurit à recrudescence nocturne, associé à des lésions cutanées (vésicules ou sillons) de topographie évocatrice (espaces interdigitaux des mains, poignets, pieds et jambes) et généralement symétrique, avec notion de contage,. Il est cependant souhaitable de confirmer le diagnostic par un examen parasitologique. Cette confirmation est surtout conseillée pour une forme atypique ou en l'absence de contexte épidémiologique, et au moins pour un des cas au cours d'une épidémie. Compte tenu de la sensibilité limitée de l'examen parasitologique, un résultat négatif n'élimine pas le diagnostic. Le traitement d'épreuve à visée diagnostique est à éviter.
Le diagnostic différentiel se pose avec les autres dermatoses prurigineuses généralisées : dermatite atopique, lichen plan, eczéma généralisé, prurigo, prurit sénile, lymphome, pédiculose corporelle, pemphigoïde bulleuse, psoriasis (en cas de forme hyperkératosique), prurit d'origine métabolique (cholestase, insuffisance rénale), d'origine médicamenteuse, ou psychogène,,.

## Prise en charge
Bien que bénigne, la gale ne guérit pas spontanément. Il est important d'informer au mieux le patient pour qu’il adhère à son traitement, car une utilisation inadaptée pourrait être à l'origine de l'apparition de résistance au traitement.
Il existe plusieurs produits acaricides pour traiter la gale, utilisables par voie générale (voie orale) ou locale (voie cutanée). Ces médicaments sont neurotoxiques pour le parasite, c'est-à-dire qu'ils agissent sur son système nerveux en provoquant une paralysie puis sa mort, que ce soit au stade larvaire, nymphal ou adulte.

### Voie orale
L’ivermectine, antiparasitaire utilisé depuis longtemps en médecine vétérinaire, est le seul médicament disponible par voie orale, il se présente sous la forme de comprimés non sécables de 3 mg. Ce médicament est utilisé pour traiter des parasitoses, comme la gale. Il est actif sur le sarcopte adulte mais pas sur les œufs. Son activité est mal établie sur les larves. Il est commercialisé sous le nom de Stromectol.
L’ivermectine est un insecticide et anthelminthique, dérivé des avermectines isolées à partir de la fermentation de Streptomyces avermitilis, qui appartient au groupe des lactones macrocycliques. Sa formule chimique brute est C₉₅H₁₄₆O₂₈. Il agit sur la jonction neuromusculaire des arthropodes, en inhibant la neurotransmission au niveau des récepteurs de l'acide gamma-aminobutyrique (GABA). Il en résulte une inhibition de la fonction musculaire conduisant à une paralysie puis à la mort du parasite (sans doute par asphyxie). Son affinité importante pour les canaux chlorures glutamate-dépendants présents dans les cellules nerveuses et musculaires des invertébrés favorise une augmentation de la perméabilité membranaire aux ions chlorures entraînant une hyperpolarisation de la cellule nerveuse ou musculaire. Il en résulte une paralysie neuromusculaire pouvant entraîner la mort de certains parasites. L'ivermectine interagit également avec d'autres canaux chlorures ligand-dépendants que celui faisant intervenir le neuro-médiateur GABA.
Les mammifères ne possèdent pas de canaux chlorure glutamate-dépendants. Les avermectines n'ont qu'une faible affinité pour les autres canaux chlorures ligand-dépendants et ne passent pas facilement la barrière hématoméningée.
Il a obtenu une extension de l'autorisation de mise sur le marché (AMM) en France pour le traitement de la gale sarcoptique humaine en septembre 2001. Il a été testé comparativement à un placebo ou à d'autres médicaments, et son efficacité dans la gale commune était de 24 à 100 % selon les études ; il existe des débats sur l’efficacité exacte de ce produit,.
Il est contre-indiqué chez l'enfant de moins de 2 ans et/ou pesant moins de 15 kg, car la barrière hémato-méningée pourrait ne pas être totalement compétente chez les enfants d'un tel poids (la molécule pourrait alors passer dans le système nerveux central où sont présents des récepteurs au GABA), et son innocuité n'a pas été établie dans ces cas. Il n'est pas contre-indiqué chez la femme enceinte ou allaitante (passage dans le lait maternel de moins de 2 % de la dose administrée) mais ne doit cependant être prescrit que si nécessaire.
Les effets indésirables sont peu fréquents et mineurs, mais plus marqués chez les personnes âgées, avec une exacerbation passagère du prurit, des troubles digestifs tels que nausées, une hypotension, des vertiges et des céphalées. Des effets indésirables plus sérieux tels que hépatite, tachycardie, dyspnée ont toutefois été rapportés chez des personnes âgées. Le prurit régresse le plus souvent en deux à trois jours, mais il peut aussi persister quelques semaines sans pour autant être un signe d’échec du traitement.
En France, le Stromectol cp 3 mg existe en boîtes de 1, 4, 10 et 20 comprimés. MSD France a reçu l'autorisation de mise sur le marché le 19/11/1999 pour la boîte de 4 cp, au prix, honoraire compris, de 19,14 €. Son taux de remboursement est de 65 %. La boîte de 20 cp est un médicament non remboursable dont le prix est libre.
Les comprimés doivent être pris avec un grand verre d’eau, en étant à jeun deux heures avant et deux heures après la prise, pour en améliorer l’absorption. Chez l’enfant, le comprimé peut être écrasé. L'administration nécessite une prise unique de 0,2 mg par kg de poids corporel et sa concentration maximale au niveau cutané serait atteinte environ huit heures après son administration orale et déclinerait 24 heures après la prise. Le traitement doit obligatoirement être renouvelé après 8 à 15 jours, étant donné que l’ivermectine n’agit pas sur les œufs de l’acarien,.
| Posologie de l'Ivermectine en fonction du poids (0,2 mg/kg) | Posologie de l'Ivermectine en fonction du poids (0,2 mg/kg) |
| Poids corporel (kg)                                         | Dose en nombre de cp à 3 mg                                 |
| ----------------------------------------------------------- | ----------------------------------------------------------- |
| 15–20 kg                                                    | 1 cp (3 mg)                                                 |
| 21– 30 kg                                                   | 2 cp (6 mg)                                                 |
| 31– 45 kg                                                   | 3 cp (9 mg)                                                 |
| 46– 60 kg                                                   | 4 cp (12 mg)                                                |
| 61–75 kg                                                    | 5 cp (15 mg)                                                |
| >76 kg                                                      | 6 cp (18 mg)                                                |

Cette deuxième dose dois être prise après 8 à 15 jours. Il est fréquent que le prurit persiste un certain temps après le traitement, et la simple persistance de celui-ci ou de lésions de grattage ne justifie cependant pas l’administration d’une deuxième dose.

### Voie cutanée
Il existe plusieurs produits d'application cutanée. En général, leur application doit être précédée d'un bain ou d'une douche, renouvelé à l'issue du temps de contact préconisé, sans même un lavage des mains entre-temps.

#### Perméthrine
La perméthrine est un médicament de type pyréthrinoïde disponible dans de nombreux pays, dont le Canada, les États-Unis, la Belgique. Son efficacité est supérieure à l'ivermectine et au lindane, mais il n'a pas été trouvé de différence vis-à-vis de l'ancienne association benzoate de benzyle/sulfirame, actuellement disparue. Ce médicament est appliqué sur le corps à l'exception de la tête sous forme de crème, et il est maintenu 12 heures. Sa toxicité est faible et son utilisation est recommandée dans de nombreux pays à partir de l'âge de 2 mois sans contre-indication. En cas de traitement par des corticostéroïdes (médicaments utilisés notamment contre des inflammations sévères de la peau, telles qu'un eczéma), il faut temporairement l’interrompre avant de commencer le traitement par perméthrine.
En France, la perméthrine est commercialisée sous le nom de Topiscab, tube contenant 30 gr de crème à 5 %. Par rapport aux autres médicaments scabicides disponibles (Ascabiol, Stromectol, Sprégal), la crème Topiscab présente l'avantage de pouvoir être prescrite chez l'enfant à partir de 2 mois et chez la femme enceinte. De prescription médicale facultative, ce médicament peut être délivré en pharmacie sans ordonnance. Au 1er mars 2019, son tarif conventionné par la sécurité sociale est de 18,72 €, pour une prise en charge à 65 %. Son Service Médical Rendu est considéré comme important dans l’indication de l’AMM, tandis qu'il apporte une amélioration du service médical rendu considéré comme mineure (ASMR IV) par rapport aux traitements déjà disponibles.
En Belgique, elle est commercialisée sous le nom de Zalvor, tube de 30 gr de crème à 5 % de perméthrine. Zalvor contient de l’hydroxytoluène butylé, du formaldéhyde et de l’alcool de lanoline. L’hydroxytoluène butylé (E321) peut provoquer des réactions cutanées locales (par exemple : eczéma) ou une irritation des yeux et des muqueuses. Le formaldéhyde et l’alcool de lanoline peuvent provoquer des réactions cutanées locales (par exemple : eczéma).
La peau doit être propre, sèche et froide avant d'appliquer la crème. Si un bain chaud est pris avant d'utiliser ce médicament, il faut d'abord laisser refroidir la peau avant d'appliquer la crème. Lorsqu'on la masse doucement sur la peau, la crème disparaît. Il n'est alors pas nécessaire d'en appliquer de nouveau. Ne pas se laver les mains dans les 8 heures qui suivent le traitement, sinon il faudra de nouveau y appliquer de la crème. Se laver soigneusement tout le corps, 8 à 12 heures après le traitement.
Le traitement nécessite 2 applications, dont la deuxième doit avoir lieu entre le 7e et le 14e jour après la première.
À chaque application, la quantité de crème à appliquer est de :
- 30 g chez l'adulte et l'adolescent de plus de 12 ans, ce qui correspond à appliquer le tube en entier ;
- 15 g chez l'enfant de 6 à 12 ans, soit la moitié d'un tube ;
- 7,5 g chez l'enfant de 1 à 5 ans, ce qui équivaut à la taille de 2 noisettes ;
- 3,75 g chez l'enfant de 2 mois à 1 an, ce qui équivaut à la taille d'une noisette.

Chez les enfants entre 2 mois et 2 ans , il faut appliquer la crème sur tout le corps, y compris au niveau du visage, du cou, du crâne et des oreilles. Mais il faut être prudent au niveau de la zone qui entoure la bouche, où la crème pourrait être léchée, ainsi qu'au niveau de la zone qui entoure les yeux.
Chez les adultes et les enfants de plus de 2 ans, il faut appliquer la crème sur tout le corps, sauf au niveau de la tête. Il faut veiller à appliquer particulièrement soigneusement cette crème sur les espaces entre les doigts et les orteils, les poignets, les aisselles, les organes génitaux externes, les fesses et les zones situées sous les ongles des doigts et des orteils.
Compte tenu du fait que tout le corps doit être traité, il ne faut pas oublier les parties difficiles à atteindre telles que le dos. Chez les femmes, les seins seront également traités. Chez certains adultes, un tube supplémentaire peut s'avérer nécessaire pour arriver à couvrir tout le corps, mais sans dépasser la quantité contenue dans 2 tubes.

#### Benzoate de benzyle
Le benzoate de benzyle est l'ester de synthèse résultant de l'action de l'acide benzoïque sur le phénylcarbynol (alcool benzylique). Il est toxique pour divers ectoparasites: Sarcoptes scabiei hominis, Pediculus humanus capitis, P. humanus corporis et Phtirius pubis.
Le benzoate de benzyle a été utilisé pour la première fois à Copenhague en 1932 et a été par la suite associé au sulfirame. L'association a fait l'objet de plusieurs études comparatives à d'autres traitements sans qu'il puisse en ressortir une différence. Une présentation en lotion, associant du benzoate de benzyle et du sulfirame, a été commercialisée en France au cours des années 1980 sous le nom d'Ascabiol et a été un traitement de référence, bien que son mode d'action soit inconnu.
Après une rupture de stock prolongée, liée à des difficultés d'approvisionnement en sulfirame, le laboratoire Zambon a commercialisé en octobre 2015 une nouvelle formulation d'Ascabiol en émulsion pour application cutanée, dosée à 10 % de benzoate de benzyle et sans sulfiram. Elle est vendue en France en flacon de 125 ml, au prix de 13,63 € et remboursable à 65 %. Cette nouvelle présentation est indiquée chez les adultes, les adolescents, les enfants, les nourrissons et les nouveau-nés à partir de 1 mois dans le traitement de la gale due à l'infestation par Sarcoptes scabiei et de la trombidiose automnale (rougets ou aoûtats).
Ce médicament pouvant être irritant, il faut rincer abondamment en cas de contact avec les muqueuses. Cette émulsion contient de l'acide benzoïque et du benzoate de benzyle pouvant être absorbés par la peau des nouveau-nés. Ces substances peuvent provoquer une irritation légère de la peau, des yeux et des muqueuses ou des réactions allergiques. Ce médicament est déconseillé chez les nouveau-nés, sauf en cas de nécessité absolue. Il est recommandé de mettre des gants aux jeunes enfants, après l'application, pour éviter une ingestion éventuelle du produit.
Avant le traitement, le patient doit prendre une douche, suivie d'un séchage doux sommaire, surtout chez le sujet âgé dont la peau est altérée et où l’application d’un dérivé benzénique à sec est très irritante. L'application se fait par badigeonnage à l’aide d’un pinceau plat, type " Queue de morue ", de 7 à 10 cm de large, à poil synthétique et manche en plastique, sur l’ensemble du corps à l’exception du visage. Il faut particulièrement insister au niveau : des ongles, de l’ombilic, des espaces interdigitaux des mains et des pieds, de la face antérieure des poignets, des parties génitales, de tous les plis et en cas de pilosité importante, il ne faut pas hésiter à bien frotter.
Le premier jour, on applique 2 badigeons successifs, le second étant pratiqué dès que la peau est sèche (en pratique, l’intervalle entre les deux est de 10 à 15 minutes). On laisse agir l’application pendant 24 h. Le deuxième jour, il faut savonner au savon doux et rincer abondamment. Après 8 jours, en fonction de l’évolution clinique, une nouvelle application est pratiquée selon les mêmes modalités, mais en n'effectuant qu'un seul badigeon.

#### Esdépalléthrine/butoxyde de pipéronyle
L'association esdépalléthrine/butoxyde de pipéronyle est un médicament présenté sous forme d'une lotion en spray pressurisé de 152 gr (vendu en France sous le nom de marque Sprégal®). C'est un mélange d'esdépalléthrine (ou S-bioalléthrine), un pyréthrinoïde de type alléthrine qui agit en bloquant le canal sodique voltage dépendant, et de butoxyde de pipéronyle (en), un synergiste qui augmente l'action de cette molécule mais n'a pas d'effet isolément. Cette association a été étudiée contre celle de benzoate de benzyle/sulfirame sans différence retrouvée.
Le produit est à appliquer par pulvérisation sur le corps en dehors du visage et du cuir chevelu, en protégeant notamment les yeux, le nez et la bouche avec une serviette et en utilisant un coton imbibé pour traiter le cuir chevelu. En tenant le flacon éloigné de 20 à 30 cm de la zone à traiter, il faut pulvériser de haut en bas sur le tronc puis les membres, de façon à recouvrir toute la surface corporelle sans laisser d'espace non traité (les régions pulvérisées devenant immédiatement luisantes). Pulvériser abondamment sur les espaces entre les doigts des mains et des pieds, le dessous des bras, la plante des pieds, les organes génitaux et les régions les plus atteintes. Le traitement se fait de préférence le soir pour garder le produit toute la nuit, afin d'être maintenu au contact de la peau pendant 12 heures. Ne pas se laver pendant 12 heures au minimum, y compris les mains (en cas de toilette des mains, il est impératif de les pulvériser à nouveau). Une fois le traitement effectué, mettre des vêtements propres. Au terme des 12 heures et seulement après 12 heures, se savonner et se rincer abondamment.
Il est contre-indiqué en cas d'antécédent d'asthme ou de bronchite « dyspnéisante et sibilante » (bronchiolite) chez l'enfant, et il est à éviter chez la femme enceinte.
L'application de la lotion doit se faire en une seule fois dans un endroit bien aéré, afin d'éviter de respirer la lotion vaporisée et éloigné de toute flamme ou objet incandescent et surtout ne pas fumer, étant donné que le liquide pulvérisé est inflammable.

#### Lindane
Le lindane est une molécule organochlorée retirée du marché pharmaceutique français depuis le 31 décembre 2008 pour des raisons de baisse d'efficacité, mais aussi d'écotoxicité et de toxicité humaine (notamment en cas d'application sur peau lésée),,. En effet le lindane fait partie des polluants organiques persistants et son usage comme pesticide est interdit en France depuis 1998.
Avant leur retrait du marché, les préparations topiques à base de lindane (Elenol® crème ou poudre, Scabécid® lotion en flacon de 150 mL) étaient déconseillées chez l'enfant de moins de 10 ans et chez la femme enceinte.

#### Soufre
Des lotions contenant 8 % à 10 %.de soufre sont une alternative efficace ; cet élément chimique a été historiquement le plus utilisé contre la gale avant l’apparition des molécules de synthèse. Le sarcopte ne résiste pas à son contact ; des études scientifiques ont montré une éradication presque certaine. Certaines crèmes sont disponibles sans ordonnance. Nombres de témoignages appuient l’efficacité de ce traitement simple  : une application sur l’ensemble du corps laissée pendant 24 heures et répétée trois jours d’affilée. Le traitement doit être suivi d’une pause de quatre jours pour laisser les œufs éclore, puis être répété deux ou trois fois pour une efficacité complète. Cela peut être complété par des douches journalières avec du savon au soufre entre l’application des crèmes.

## Choix du traitement
Pour la gale commune, il n'y a pas de preuve suffisante ni pour recommander un traitement oral, cutané, ou l'association des deux. Cependant, certains arguments plaident en faveur du traitement par voie orale : facilité d'emploi, prise en charge par l'assurance maladie en France et bonne tolérance. De même, certains arguments plaident en faveur d'une administration à deux reprises (quel que soit le produit ou la voie d'administration), avec un intervalle de sept à quatorze jours : d'une part du fait de la probable inefficacité des traitements sur les œufs et d'autre part du taux de succès apparemment meilleur en cas d'administration renouvelée.
Si un traitement local est envisagé, la perméthrine à 5 % est souvent préférée (Zalvor, Topiscab). Le benzoate de benzyle (Ascabiol) en émulsion à 10 % est une autre possibilité au même titre que les autres scabicides locaux (Sprégal, Topiscab ou Zalvor) et oral (Stromectol).
L’ivermectine (Stromectol), seul traitement oral, est non seulement une option thérapeutique en cas d’échec ou d’intolérance au traitement topique, mais plusieurs études comparant le benzoate de benzyle à différentes concentrations (10 %, 12,5 % et 25 %) à l'ivermectine 100 ou 200 µg/kg administrée par voie orale ,,, et à la perméthrine en crème à 5 % (Topiscab ou Zalvor) ont montré des résultats encourageants en termes d'efficacité, de disparition du prurit et de coût.
Pour la gale profuse ou la gale hyperkératosique, une prise en charge en milieu dermatologique est préconisée, avec un traitement à la fois par voie orale et par voie cutanée, le plus souvent itératif, adapté selon le résultat des examens de contrôle. Il est conseillé d’associer au traitement local scabicide un traitement kératolytique (vaseline salicylée).
C’est au prescripteur de faire le choix thérapeutique en fonction des circonstances et du lieu d’évolution de la gale (cas isolé ou épidémie, formes cliniques, domicile ou établissement de santé, état général du patient) ainsi que des précautions d’emploi de ces traitements. Cependant, on peut dire que le traitement oral trouve bien sa place dans les institutions, ou les établissements de long séjour, où les épidémies de gale sont fréquentes et difficiles à traiter en raison des difficultés à réaliser un traitement local classique chez toutes les personnes en même temps.

### Efficacité et innocuité des agents scabicides
De nombreux médicaments traitent la gale, mais, en 2019, on ne sait toujours pas lequel est le plus efficace. Un examen systématique de 52 essais contrôlés randomisés chez 9917 patients a été effectué pour évaluer l'efficacité et la sécurité comparatives de 13 agents antiscabiétiques, en se basant sur 3 paramètres (guérison, démangeaisons persistantes et effets indésirables).
Il en ressort que la perméthrine (Topiscab ou Zalvor) a un taux de guérison significativement supérieur à celui du soufre, du malathion, du lindane, du crotamiton et du benzoate de benzyle (Ascabiol). Les pyréthrines synergisées ont entraîné le moins d'événements indésirables. Le traitement entraînant le moins de démangeaisons persistantes est l'ivermectine topique. Sur la base du classement par groupe, la perméthrine, l'ivermectine par voie orale et les pyréthrines synergisées présentent un équilibre entre guérison et effets indésirables. Il n'y a pas un traitement qui se soit classé le plus élevé dans tous les aspects. Les médecins doivent tenir compte non seulement des profils d'efficacité et de sécurité, mais également de la facilité d'administration du traitement.
Dans le traitement de la gale commune (non compliquée), l’efficacité de l’ivermectine est comparable à celle des traitements topiques. Mais le traitement le mieux classé en termes de guérison est l'association perméthrine cutanée + ivermectine par voie orale.
On ne dispose pas de données comparatives pour le cas des enfants ou des personnes âgées. Chez les patients atteints de la gale croûteuse, l’ivermectine n’est pas un traitement suffisant, et l’association de perméthrine par voie locale et d’ivermectine par voie orale est généralement recommandée. L’ivermectine apparaît donc comme une option thérapeutique dans le traitement de la gale en cas d’échec ou d’intolérance aux traitements topiques, ainsi qu’en association à un traitement topique dans le traitement de gale croûteuse. Son coût est toutefois plus élevé que celui des traitements topiques.
Des résistances à l’ivermectine ont été notifiées chez les animaux où cette molécule est largement utilisée à titre de traitement anti-parasitaire systémique. À ce jour, aucune résistance n’a été signalée chez l’homme. Les cas d’échecs de traitements par ivermectine semblent dus à sa faible action sur les œufs et non pas à de vraies résistances. On espère qu’une généralisation de son emploi ne conduira pas à une sélection de parasites résistants.

### Traitements alternatifs
Les traitements alternatifs sont des recours qui ne sont ni prouvés, ni recommandés. Il s'agit surtout d'huiles essentielles. Les études qui indiquent une efficacité potentielle, au moins in vitro, concernent en particulier :
- l'huile essentielle d'arbre à thé[34],
- l'huile de neem[35],[36],
- les huiles essentielles à base d'eugénol ou de citral, comme l'huile essentielle de clou de girofle ou l'huile de citronelle[37],[38],
- sur 31 huiles testées in vitro, les plus efficaces paraissent être celles du basilic tulsi et du cannelier de Ceylan[38].

Cependant, les propriétés d'une huile essentielle comme celles de l'arbre à thé, sont déjà dans le domaine public, ce qui freine la recherche par investissements commerciaux. En effet, il y a peu d'incitations à supporter les risques et les coûts d'une recherche (sécurité et efficacité règlementaire), si l'on n'a pas la propriété intellectuelle du produit final. En conséquence, l'évaluation de produits à bas coût potentiellement utiles reste négligée.

## Mesures associées
En collectivité, il est conseillé d'isoler le malade pendant 48 heures après le début du traitement. L'éviction scolaire conseillée est d'une durée de trois jours en cas de forme commune et jusqu'à obtention d'une guérison prouvée en cas de forme profuse. L'abstinence sexuelle est conseillée jusqu'à la fin du traitement.
Les ongles doivent être propres, brossés et coupés courts, pour éviter que des lésions de grattage se surinfectent.
Des antibiotiques peuvent être prescrits en cas de surinfection, par voie orale, à visée anti-staphylocoque et anti-streptocoque, à débuter un ou deux jours avant de commencer le traitement spécifique de la gale. Un traitement antihistaminique peut être proposé dans l'objectif de soulager le prurit. En cas de forme hyperkératosique, le décapage à la vaseline additionnée d'acide salicylique à 10 % permet de retirer les croûtes avant application d’un traitement local[réf. souhaitée].
La recherche d'infections sexuellement transmissibles est faite suivant les circonstances.

### Prise en charge de l'entourage
Le traitement de l'entourage, même asymptomatique (ne présentant pas de symptôme), dépend de la forme clinique et du degré de proximité des personnes. On distingue schématiquement trois « cercles » de proximité : le premier est constitué par l'entourage familial proche et les relations sexuelles, le deuxième comprend les personnes vivant ou travaillant dans une même collectivité, et le troisième inclut les personnes passant occasionnellement dans la collectivité ainsi que l'entourage proche des personnes du deuxième cercle. En cas de gale commune, seuls les sujets du premier cercle sont systématiquement traités. En cas de gale profuse ou de gale hyperkératosique, les personnes du premier et du deuxième cercle doivent être systématiquement traitées, et éventuellement celles du troisième cercle en fonction du nombre de cas, étant donné que ces formes ont une contagiosité importante. Un fréquent lavage de mains est recommandé dans tous les cas.

### Décontamination de l'environnement
Le traitement du linge et du mobilier est à envisager en fonction de la forme clinique de la gale. De nombreux cas d'échec de traitement de la gale sont en rapport avec un mauvais traitement du linge. Ainsi la décontamination des vêtements, du linge de lit et du linge de toilette (tapis de salle de bain, compris) et jouets de toutes les personnes vivant sous le même toit est recommandé, lorsqu'ils ont été utilisés durant les deux jours précédents en cas de forme commune, ou les dix jours précédents en cas de forme profuse ou hyperkératosique. Le lavage en machine à 60 °C est suffisant. L'utilisation d'un acaricide, ou l'isolement au moins trois jours dans un sac fermé, ou trois heures durant dans un sac bien fermé en y ajoutant un acaricide sont d'autres solutions (car cet acarien ne survit pas longtemps à température ambiante). Le mobilier constitué de matériau absorbant doit être traité surtout en cas de gale profuse ou hyperkératosique. Un acaricide peut être appliqué sur les surfaces de canapés, fauteuils, etc. et une fois cela fait, un lavage complet des surfaces où le produit a été appliqué est recommandé.
En France en 2008, l'acaricide A-par est le seul utilisable pour la désinfection de l'environnement ; les autres produits vendus en dehors des pharmacies sont également des acaricides, mais ils n'ont pas été testés spécifiquement sur le sarcopte. La pulvérisation de l'acaricide ne peut pas être faite en cas d'asthme, et le temps de contact nécessaire est de trois heures. Il paraît préférable d'effectuer la décontamination dans les douze heures suivant la prise du traitement par le patient, afin qu'il soit potentiellement protégé. Il est par ailleurs nécessaire de prévoir douze heures avant d'utiliser une literie décontaminée par un acaricide, et deux heures pour un vêtement.

## Évolution
Après le traitement, un prurit peut persister plusieurs semaines alors même que le parasite a été éradiqué, surtout en cas d'atopie, et peut être soulagé par l'utilisation d'un émollient. Les causes de prurit persistant (au moins huit jours) peuvent être : une irritation ou un eczéma de contact en rapport avec le traitement, un prurit psychogène ou d'autre cause, ou un échec du traitement (à confirmer à l'examen clinique ou parasitologique). Lorsqu'un contrôle de l'examen parasitologique est envisagé, il doit être fait au moins une semaine après la fin du traitement.

### Facteurs de risque de récidive
La gale représente actuellement un véritable problème de santé publique. Les échecs de traitement sont fréquents et les raisons en sont mal connues. Une étude cas-témoins multicentrique réalisée à Rouen en France, entre 2011 et 2013, par des dermatologues hospitaliers et libéraux, montre que le non-respect des règles complexes de traitement de la gale est le principal facteur d’échec de traitement.
Un échec de traitement était associé à une durée d’évolution > 30 jours lors du diagnostic (OR = 3,97 ; IC 95 % 2,10–7,50), à l’absence de traitement local (OR = 2,41 ; IC 95 % 1,02–13,60), à l’absence d’une seconde prise de Stromectol (OR = 10,2 ; IC 95 % 4,49–23,17) ou à sa prise non à jeun (OR = 4,3 ; IC 95 % 1,89–9,84), à l’application de dermocorticoïdes après traitement (OR = 2,05 ; IC 95 % 1,12–3,79), au traitement du seul cas index (OR = 2,59 ; IC 95 % 1,31–5,14), à l’absence de consignes écrites remises aux patients (OR = 5,82 ; IC 95 % 2,37–10,44), à la présence d’enfants en bas âge gardés en crèche, garderie, ou par une nourrice (OR = 2,55 ; IC 95 % 1,03–6,32), à l’absence d’utilisation d’acaricide pour le linge (OR = 8,62 ; IC 95 % 3,46–21,48), à l’absence de traitement du mobilier de salon (OR = 5,89 ; IC 95 % 2,34–14,88), des sièges de voiture (OR = 6,56 ; IC 95 % 3,27–13,19) et de la literie (OR = 4,16 ; IC 95 % 1,32–12,84). Aucun facteur socio-économique ou lié au statut familial n’était lié à un échec thérapeutique. L’analyse multivariée confirmait l’association entre l’échec du traitement et un long délai avant traitement (OR = 2,82 ; IC 95 % 1,15–6,89), à l’utilisation de DC (OR = 3,00 ; IC 95 % 1,24–7,27), à la non-utilisation d’acaricide (OR = 4,74 ; IC 95 % 1,30–17,24) et au non-traitement des sièges auto (OR = 6,02 ; IC 95 % 2,36–15,34).
L’absence d’une seconde prise de Stromectol ou de l’utilisation d’acaricides pour traiter l'environnement sont donc des facteurs importants de risque de récidive de la gale. De même il est important de laisser des consignes exhaustives par écrits au patient et de s'abstenir de prescrire des corticoïdes cutanés.

## Histoire
La gale est connue au moins depuis l'Antiquité. Elle est probablement décrite pour la première fois dans un texte médical chinois (dénommée kiai dans la partie Su-wen du Huangdi Nei Jing) et dans le papyrus Ebers (dénommée akut), mais les termes employés ont des significations diverses. Elle est probablement mentionnée dans la Bible (terme « dartre » dans le Lévitique 13:2), mais là encore la signification est ambiguë, pouvant désigner aussi la lèpre.
Aristote serait la première personne à avoir identifié le sarcopte (décrit comme « pou dans la chair » ou « akari »), mais qu'il pense naitre spontanément à partir de la sueur et de la saleté. La gale est évoquée par Platon (psora dans le Gorgias). Le traité de médecine De Arte medica de Celsus en fait la première description clinique en insistant sur son caractère contagieux mais sans mentionner le sarcopte. En fait, dans l'Antiquité, le terme grec psora parait désigner toute lésion cutanée squameuse, et le latin scabies celle à prurit intense.
Au Moyen Âge, la maladie a été mentionnée dans de nombreux écrits, tels ceux d'Hildegarde de Bingen ou des médecins perses et arabes comme Abu al-Hasan al-Tabari ou Avenzoar. Ces derniers mentionnent la présence dans les lésions cutanées, d'un animalcule mais, comme Aristote, ils en font une conséquence de la maladie,. La gale s'explique par un trouble humoral, conduisant à une génération spontanée d'animalcules sous la peau, parfois confondus avec le ciron.
La gale a pu être nommée « psore » (du grec psora), « mal de sainte Marie », ou encore « mal de saint Méen » en référence à saint Méen qui était évoqué pour le traitement de la gale au XVIe siècle.
Après la Renaissance, l'étiologie parasitaire de la gale est bien établie par Giovanni Cosimo Bonomo et Giacinto Cestoni, respectivement médecin et pharmacien à Livourne, qui redécouvrent le sarcopte et le mode de transmission dans la lettre Osservazioni intorno a' pellicelli del corpo umano (« Observations sur les acariens de la peau du corps humain ») adressée à Redi et publiée en 1687. Il s'agit alors de la première mention connue de la théorie parasitaire pour une maladie infectieuse.
Mais cette importante découverte passa inaperçue et l'on persista jusqu'au début du XIXe siècle à faire de la gale une maladie humorale (une « acrimonie » du sang),. Le rôle causal du sarcopte sera établi par Renucci en 1834,, et définitivement confirmé par Ferdinand von Hebra en 1868.